# Kõbajad
Kõbajad est un groupe de petites îles d'Estonie dans le détroit de Suur väin (et).

## Géographie
Le groupe est situé au large de la côte Ouest de l'Estonie et fait partie de la commune de Hanila. Il est composé d'îles rocheuses
partiellement couvertes de buissons qui portent le nom de :
- Kõbajalaid
- Maielaid
- Paljaslaid
- Plokilaid
- Lammaslaid
- Pihlalaid
- Kingissepalaid.

## Lien externe

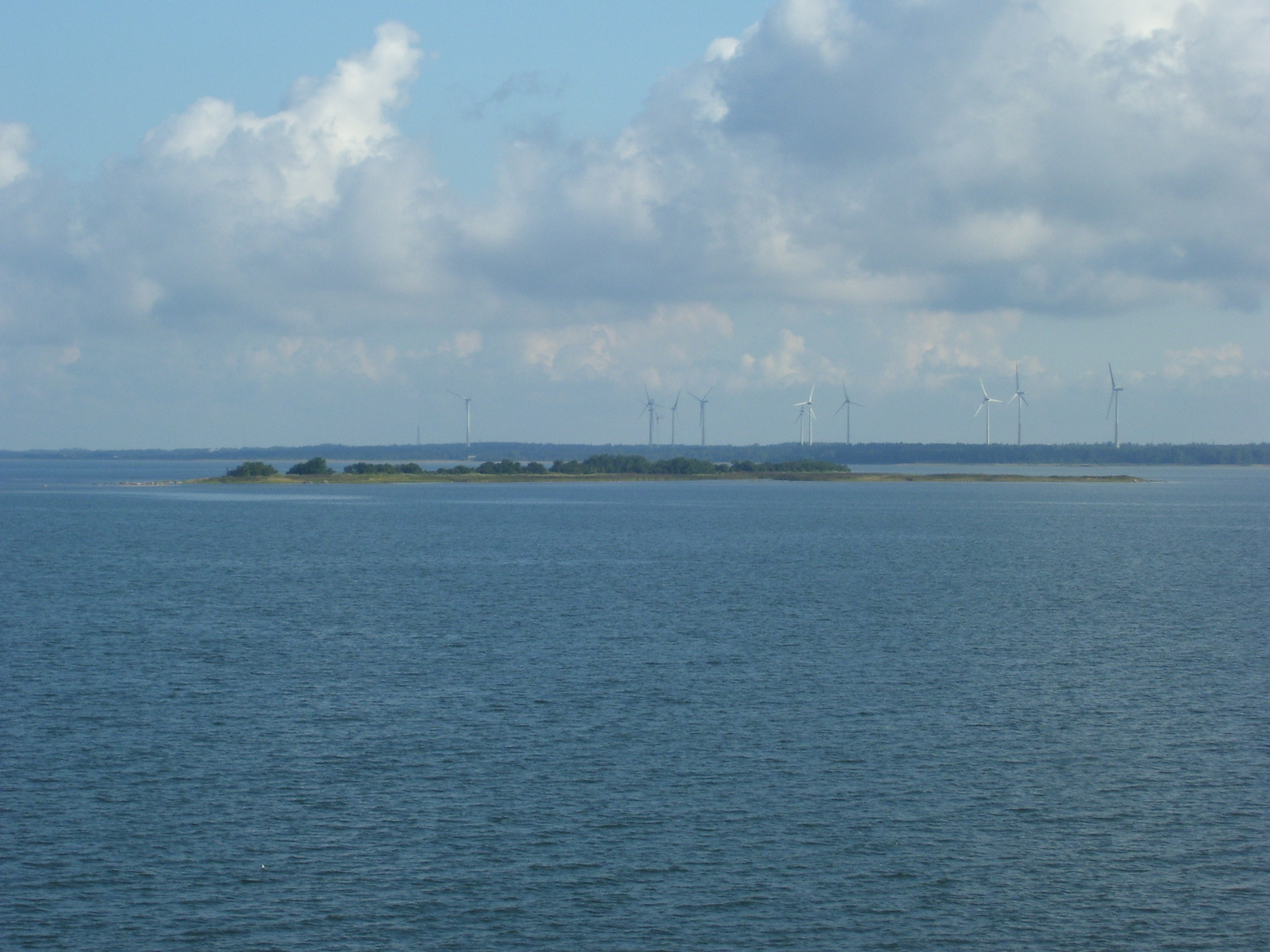
Kobajalaid vue du Sud